# Rudolf Muhr

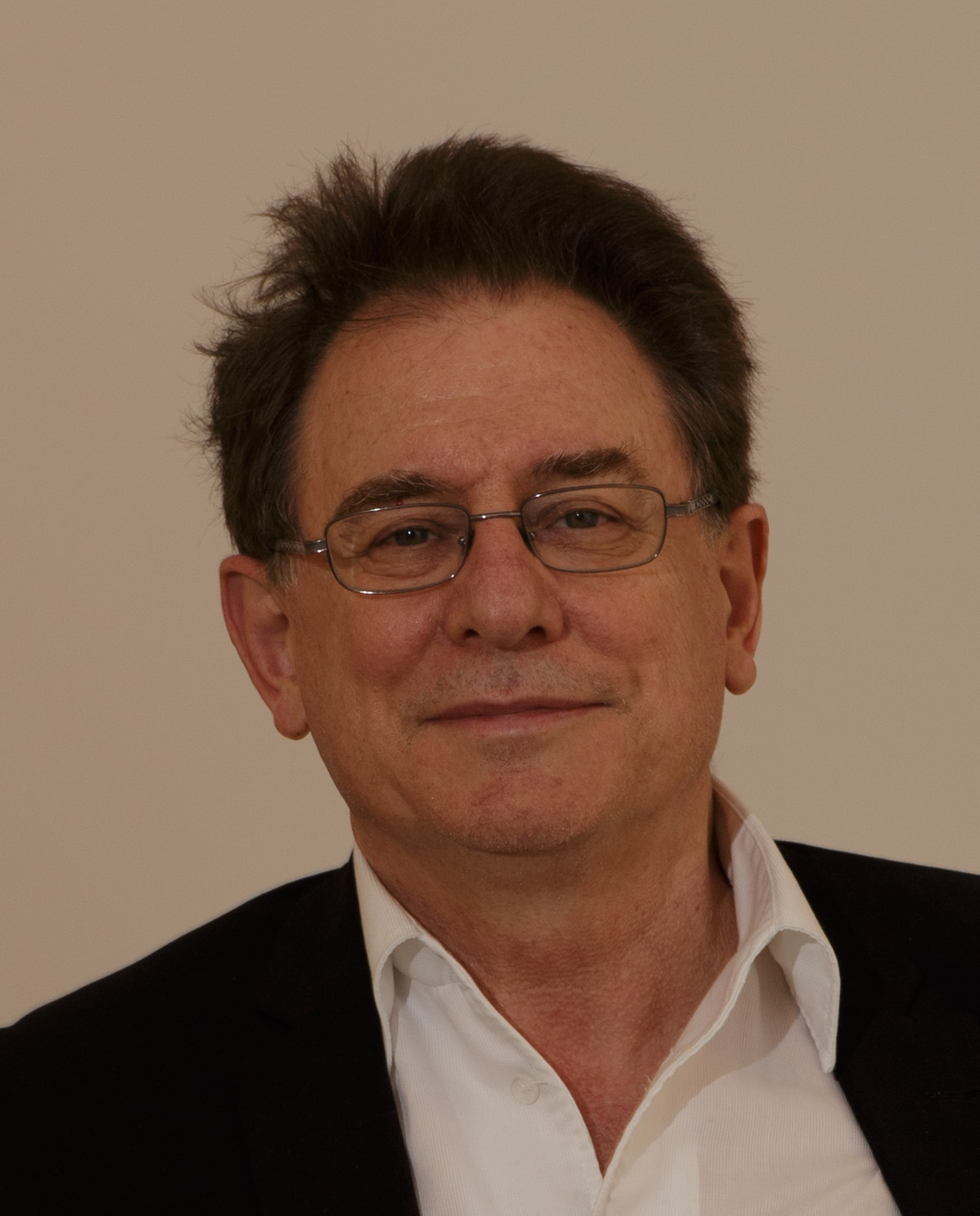
Rudolf Muhr, 2014

Rudolf Muhr (* August 1950 in Zahling (Gemeinde Eltendorf) im Südburgenland) ist ein österreichischer Germanist, Assistenzprofessor i. R. an der Karl-Franzens-Universität Graz und einer der prominentesten Vertreter eines eigenständigen österreichischen Standarddeutsch. Auf seine Initiative geht das seit 1999 jährlich gewählte österreichische Wort und Unwort des Jahres zurück.

## Leben und Wirken
Rudolf Muhr studierte zunächst in Graz Germanistik und Anglistik (Lehramt) und schloss 1979 mit der Sponsion zum Magister ab. Anschließend promovierte er in Deutscher Philologie und Angewandter Linguistik und ist seitdem an der Karl-Franzens-Universität als Forscher und Lehrbeauftragter tätig. 1980 initiierte er Universitäts-Sommersprachkurse für nicht-deutschsprachige Studenten (Deutsch in Graz) und begründete 1981 den Studienlehrgang Deutsch als Fremdsprache (DaF), den er bis 1992 leitete. 1983 initiierte er ein Stipendiatsprogramm, um Studenten aus der Dritten Welt Sommersprachkurse zu ermöglichen.
Er entwickelte neue Lehrmaterialien für den DaF-Unterricht und wurde dadurch immer wieder mit der Frage konfrontiert, welche Form des Deutschen die richtige sei und welche Form für Nichtmuttersprachler unterrichtet werden soll. Besonders beim DaF-Unterricht in Österreich stellte sich die Frage, ob man die bundesdeutsche Aussprache und Duden-Vokabular lehren solle, wie es die existierenden Lehrmaterialien vorschlugen, oder doch das österreichische Deutsch, mit dem die ausländischen Studenten im realen Alltag in Österreich wirklich konfrontiert sind.
Dadurch verlagerte sich sein Forschungsschwerpunkt immer mehr in Richtung Linguistik und Varietätenforschung. Im Jahre 1996 gründete er an der Karl-Franzens-Universität die „Forschungsstelle Österreichisches Deutsch“, welche die erste akademische Institution zur Erforschung des österreichischen Standarddeutsch (nicht des Dialekts) war.
Auf seine Initiative geht die Wahl des österreichischen Wortes und Unwortes des Jahres zurück, die seit 1999 jährlich stattfindet. Davor hatten österreichische Medien meist das Wort des Jahres aus Deutschland übernommen. Im Jahr 1998 war dort aber das Wort „Rot-Grün“ auf Grund der häufigen Verwendung in den deutschen Medien zum Wort des Jahres gewählt worden, was jedoch der österreichischen Realität überhaupt nicht entsprach, und so entschied sich Muhr, im folgenden Jahr eine eigene Wahl für Österreich zu organisieren. 2002 wurde diese Idee von Liechtenstein und 2003 von der deutschsprachigen Schweiz übernommen.
Rudolf Muhr ist Verfasser eines Aussprachewörterbuchs für das österreichische Deutsch, und unter seiner Patronanz wurde auch die vielzitierte Studie von Jutta Ransmayr zum Prestige des österreichischen Deutsch im Ausland erstellt. Daneben beschäftigt er sich mit dem Sprachkontakt zu den Nachbarsprachen Tschechisch, Slowakisch, Ungarisch und Slowenisch sowie mit dem Einfluss von Anglizismen auf die deutsche Sprache, wobei er einen pragmatischen Ansatz vertritt und nationalistischen Sprachpurismus ablehnt.
2016 wurde er mit dem Josef-Krainer-Heimatpreis ausgezeichnet.

## Publikationen
- Rudolf Muhr: Sprachwandel als soziales Phänomen. Eine empirische Studie zu soziolinguistischen und soziopsychologischen Faktoren des Sprachwandels im südlichen Burgenland. Braumüller, Wien 1981, ISBN 3-7003-0275-4
- Rudolf Muhr: Österreichisches Deutsch kennenlernen. Unidruckerei, Reader, Graz 1993
- Rudolf Muhr: Österreichisches Deutsch. Linguistische, sozialpsychologische und sprachpolitische Aspekte einer nationalen Variante des Deutschen. Hölder-Pichler-Tempsky, Wien 1995, ISBN 3-209-01976-2
- Rudolf Muhr und Richard Schrodt: Österreichisches Deutsch und andere nationale Varietäten plurizentrischer Sprachen in Europa. Hölder-Pichler-Tempsky, Wien 1997, ISBN 3-209-02440-5
- Rudolf Muhr und Katarína Miková: Ekonomika a cudzie jazyky. Cudzie jazyky a odborná jazyková výučba v krajinách strednej a východnej Európy = Ökonomie und Fremdsprachen. Zum Stand der Fremdsprachen- und Fachsprachenausbildung in den MOE-Ländern = Economy and foreign languages. Verlag Repro-Hupe, Banská Bystrica 1998, ISBN 80-8055-028-X
- Rudolf Muhr (Hrsg.): Internationale Arbeiten zum österreichischen Deutsch und seinen nachbarsprachlichen Bezügen. Hölder-Pichler-Tempsky, Wien 1999, ISBN 3-209-01674-7
- Rudolf Muhr: Österreichisches Sprachdiplom Deutsch. Lernzielkataloge zu Basisformulierungen, Lexik-Sprechhandlungen, Höflichkeitskonventionen, Diskurs und Diskursstrukturen, Deutsch als plurizentrische Sprache. Öbv & Hpt, Wien 2000, ISBN 3-209-03119-3
- Rudolf Muhr (Hrsg.): Eurospeak. Der Einfluss des Englischen auf europäische Sprachen zur Jahrtausendwende. Lang, Frankfurt am Main, Wien (u. a.) 2002, 2. korr. Auflage 2004, ISBN 3-631-52324-6
- Rudolf Muhr (Hrsg.): Standardvariationen und Sprachideologien in verschiedenen Sprachkulturen der Welt = Standard variations and language ideologies in different language cultures around the world. Lang, Frankfurt am Main, Wien (u. a.) 2005, ISBN 3-631-53212-1
- Rudolf Muhr: Österreichisches Aussprachewörterbuch, österreichische Aussprachedatenbank (Adaba). Lang, Frankfurt am Main; Wien (u. a.) 2007, ISBN 978-3-631-55414-2 (inkl. CD mit 75.964 Audiofiles)